# 竹内主計
竹内 主計（たけのうち かずえ、1763年?-1824年?）は竹内敬持(通称：竹内式部)の子。
八丈島に流罪となった父と別れ、新潟に逃げ平原家の人別に入り名を変えたとされている。以下約100年、菩提寺の火事により資料が焼失してしまった為詳細不明。
『某が天秤を担いで魚を売り歩いていた所へ、3歳位の子供(主計？)を連れた塾生と思われる人から「この子供を頼む」と言われ、子供とかなりの金を預けられ、その足で四ツ郷屋へ走った』とのこと。（子孫ミナの話）
四ツ郷屋とは現在の新潟県新潟市西区四ツ郷屋。